# Nordsjön (Toarps socken, Västergötland)
Nordsjön är en sjö i Borås kommun i Västergötland och ingår i Viskans huvudavrinningsområde.